# One Song
One Song is een nummer van de Nederlandse rockband Rigby uit 2009. Het is de vierde single van hun debuutalbum Everything Must Go.
"One Song" was het eerste nummer wat Rigby uitbracht nadat enkele bandleden waren opgestapt en voor nieuwe werden vervangen. Het was tevens het themanummer voor 3FM Serious Request 2009, waarvoor het nummer ook werd herschreven. Het was ook de laatste 3FM Megahit van de jaren '00. Het nummer bereikte de 27e positie in de Nederlandse Top 40.